# .tj
Pour les articles homonymes, voir TJ.
.tj est le domaine de premier niveau national (country code top level domain : ccTLD) réservé au Tadjikistan.